# Scomberomorus concolor
Scomberomorus concolor és una espècie de peix de la família dels escòmbrids i de l'ordre dels perciformes.

## Morfologia
Els mascles poden assolir els 77 cm de longitud total i els 3.600 g.

## Distribució geogràfica
És un endemisme del nord del Golf de Califòrnia.